# Aeroportul Marin County
Aeroportul Marin County (IATA: NOT, ICAO: KDVO, FAA LID: DVO) este un aeroport din California, Statele Unite ale Americii. Aeroportul a fost tranzitat în 2019 de 8 pasageri.
Situat la o altitudine de 1 m, aeroportul dispune de 1 pistă.

## Infrastructură

### Piste
Aeroportul dispune de o singură pistă. Pista 13/31 are suprafața de asfalt și dimensiunile 3.300 picioare × 75 picioare. 